# (6136) Gryphon
(6136) Gryphon ist ein Asteroid des Hauptgürtels, der am 22. Dezember 1990 von den japanischen Astronomen Akira Natori und Takeshi Urata an der JCPM Yakiimo Station (IAU-Code 885) in der Stadt Shimizu in der japanischen Präfektur Shizuoka entdeckt wurde.
Der Asteroid gehört zur Eos-Familie, einer Gruppe von Asteroiden, welche typischerweise große Halbachsen von 2,95 bis 3,1 AE aufweisen, nach innen begrenzt von der Kirkwoodlücke der 7:3-Resonanz mit Jupiter, sowie Bahnneigungen zwischen 8° und 12°. Die Gruppe ist nach dem Asteroiden (221) Eos benannt. Es wird vermutet, dass die Familie vor mehr als einer Milliarde Jahren durch eine Kollision entstanden ist.
Benannt wurde er am 9. März 2001 nach dem Greif, einem Fabelwesen aus Lewis Carrolls Alice im Wunderland, mit dem Kopf eines Raubvogels, Flügeln und dem Leib eines Löwen.